# Waterpolo Milano Metanopoli
La Waterpolo Milano Metanopoli (nata come San Donato Metanopoli Sport ASD) è una società di pallanuoto nata nel 2009 con sede nel quartiere Metanopoli di San Donato Milanese. Nelle stagioni 2020-21 e 2021-22 la squadra maschile ha militato in Serie A1.
Nella stagione 2024-2025 sia la squadra maschile sia quella femminile militeranno nei rispettivi campionati di Serie A2.

## Storia
Fondata nel 2009, la società trova l'impianto di casa nel Centro Sportivo Enrico Mattei. Tuttavia, essendo la piscina coperta inagibile dal 2013,, la squadra gioca le partite in casa presso la piscina Cozzi di Milano, dopo avere negli anni utilizzato gli impianti del Centro Sportivo Saini, del Bocconi Sport Center e del centro natatorio "Pia Grande" di Monza.

### Squadra maschile
Dalla stagione sportiva 2017-2018 il club inizia una rapida scalata che in stagioni consecutive lo porta dalla Serie C alla A2. Nonostante la stagione 2019-2020 abbia subito l'interruzione a causa della pandemia di COVID-19 senza prevedere promozioni in A1, la cessione del titolo sportivo della Canottieri Napoli comporta il ripescaggio della Waterpolo Metanopoli in massima serie in quanto prima in classifica nel girone Nord.
Nella stagione 2020-21 il club disputa la prima storica stagione della propria storia nella massima divisione del campionato di pallanuoto, ad oltre ottant'anni dall'ultima partecipazione in A1 di una formazione milanese, conclusa con la salvezza. Al termine della stagione 2021-22 viene retrocessa in Serie A2 dopo essere stata sconfitta ai play-out dalla Roma Nuoto. La stagione successiva si rivela difficile, visto anche lo svincolo di gran parte dei veterani della Serie A1, e si conclude con la seconda retrocessione consecutiva avendo subito la sconfitta ai play-out da parte dell'Ischia Marine Club. Il club milita dunque in Serie B nella stagione successiva, al cui termine comunque riesce a salire di categoria dopo aver sconfitto Civitavecchia in finale play-off.

### Squadra femminile
Al termine della stagione 2022-23 il club conclude al primo posto il girone A dei play-off di serie B vincendo tutte le partite, ottenendo la promozione in serie A2 per la stagione successiva.
La guida tecnica nella stagione 2023-24 passa a Simona Del Bianco, la squadra si classifica sesta e prende parte ai play-out salvezza, dove ha la meglio in due gare sui Castelli Romani.

## Rosa 2022/2023
| N° |                   | Ruolo | Giocatore           |
| -- | ----------------- | ----- | ------------------- |
|    | Italia (bandiera) | P     | Giacomo Cardona     |
|    | Italia (bandiera) | P     | Luca Mugelli        |
|    | Italia (bandiera) | D     | Alessio Rosanò      |
|    | Italia (bandiera) | D     | Matteo Scuderi      |
|    | Italia (bandiera) | D     | Giovanni Maricone   |
|    | Italia (bandiera) | D     | Fabio Gattarossa    |
|    | Italia (bandiera) | A     | Riccardo Pizzimbone |

| N° |                   | Ruolo | Giocatore         |
| -- | ----------------- | ----- | ----------------- |
|    | Italia (bandiera) | A     | Alberto Andaloro  |
|    | Italia (bandiera) | A     | Luca Corradini    |
|    | Italia (bandiera) | A     | Cristiano Sarno   |
|    | Italia (bandiera) | CB    | Giuseppe Clemente |
|    | Italia (bandiera) | CV    | Steven Barbuzzi   |
|    | Italia (bandiera) | CV    | Tommaso Scollo    |
|    | Italia (bandiera) | CB    | Stefano Scozzari  |

## Pallanuotisti celebri
| N° |                   | Ruolo | Giocatore                   |
| -- | ----------------- | ----- | --------------------------- |
|    | Italia (bandiera) | P     | Alessandro Mellina Gottardo |
|    | Italia (bandiera) | P     | Luca Mugelli                |
|    | Italia (bandiera) | D     | Alessio Rosanò              |
|    | Italia (bandiera) | D     | Matteo Scuderi              |
|    | Italia (bandiera) | D     | Nino Bixio Ficalora         |
|    | Italia (bandiera) | D     | Fabio Gattarossa            |
|    | Italia (bandiera) | A     | Mattia Ticozzi              |

| N° |                   | Ruolo | Giocatore         |
| -- | ----------------- | ----- | ----------------- |
|    | Italia (bandiera) | A     | Alberto Andaloro  |
|    | Italia (bandiera) | A     | Luca Corradini    |
|    | Italia (bandiera) | A     | Cristiano Sarno   |
|    | Italia (bandiera) | CB    | Giuseppe Clemente |
|    | Italia (bandiera) | CV    | Steven Barbuzzi   |
|    | Italia (bandiera) | CV    | Tommaso Scollo    |
|    | Italia (bandiera) | CV    | Marpa Cavallini   |
|    | Cuba (bandiera)   | D     | Amaurys Pérez     |